# Braine-l'Alleud
Braine-l'Alleud (em valão: Brinne - l'-Alou, em neerlandês: Eigenbrakel) é um município da Bélgica localizado no distrito de Nivelles, província de Brabante Valão, região da Valônia.

## Cidades-irmãs
- Alençon, França
- Ouistreham, França
- Menden, Alemanha
- Drummondville, Canadá
- Slapanice, República Checa
- Basingstoke and Deane, Reino Unido